# کیت (ترانه جانی کش)
کِیت (به انگلیسی: Kate) تک اهنگی اثر هنرمند موسیقی آمریکایی جانی کش است که در مارس ۱۹۷۲ منتشر شد. این سومین تک‌آهنگ از آلبومش به نام «یک چیزی به نام عشق» است. این آهنگ به رتبه دوم جدول تک اهنگ‌های داغ موسیقی کانتری مجله بیلبورد رسید و همچنین توانست رتبه اول آهنگ‌های کانتری مجله آر. پی. ام. کانادا را تصاحب کند.